# Tropikal
Tropikal je obchodní označení pro lehkou (150–200 g/m2) vlnařskou tkaninu.
Tkanina je lehce porézní, má vysokou pevnost a nízkou mačkavost. Vyrábí se v plátnové vazbě, výhradně z barvené skané příze s vyšším zákrutem z česané vlny.
Použití: lehké obleky, dámské šaty a kostýmy.
Název pochází pravděpodobně od původního použití těchto výrobků pro tropické oblasti. (Původní anglické označení tropical cloth se v 21. století používá pro zcela odlišné druhy textilií).